# النمر من شارع لايم
النمر من شارع لايم كان شريطا هزليا ظهر في الكوميديا البريطانيه من عام 1976 إلى 1985 (حيث اعيد طبعه بالألوان). كتبها توم تولي، تم رسمها بأسلوب هزلي «واقعي» من قبل Mike Western وEric Bradbury ، يشبه إلى حد كبير قصة الرجل العنكبوت الهزلية من مارفل كوميكس (التي تحمل العديد من أوجه التشابه)، في تناقض مباشر مع الأسلوب الكرتوني المنمق لبقية باستر.
ظهر الشريط بانتظام فيBuster (comic) من 27 مارس 1976 إلى 18 مايو 1985، حيث اعيد طبعة بالألوان، تمت ترجمة الشرائط ونشرها باللغة الفرنسية، في sunny sun الهزلية وباللغة اليونانية في سلسلة Blek Comics (حيث تمت ترجمتها باسم Panther Kid) معظمها خلال 80s.اعيد طبع النسخة الأصلية من The Leopard from Lime Street الهزلي المستقل، إلى جانب المغامرة المنشورة النهائيه من Buster Annual 1987 ريبيلين ديفلوبمنتز اعادت نشر السلسلة كجزء خزانة القصص المصورة البريطانيه.
تم نشر قصة جديدة Totem(سيمون فورمان ورسمها لوران لوفيفر) في Rebellion's "Monster Fun Halloween Spooktacular في أكتوبر 2021 وكانت في Monster Fun المعاد اطلاقها في أبريل 2022 (وكل شهرين بعد ذلك).

## السيرة الذاتية للشخصية الخيالية
عاش بيلي فارمر مع عمته جوان وعمه تشارلي في مدينه سيلبريدج الخيالية. وتعرض للخدش من قبل نمر مشع يسمى «سبأ» أثناء التقاط الصور في حديقة الحيوان المحلية لمجلة المدرسة، وبعد ذلك اكتسب قوة مشابهة للنمر، كالسرعة، وردوده الافعال، وقدرات تسلق الاشجار. وكما هوا الحال مع سبايدرمان، في حين أنه غالبًا مايبيع صورًا لنفسه للصحيفة المحلية، مستخدمًا المال لدعم عمته الضعيفة. مثل الرجل العنكبوت، يحاول النمر دائما اقناع شعب سيلبريدج بأنه بطل وليس شريرا وليس من السهل عندما تسمي نفسك باسم خطير. على عكس الرجل العنكبوت، عليه ان يتنافس مع عمه الشرير والجشع والكسول.
كانت نسخه بديلة من Leopardman واحده من الأبطال الخارقين الذين تم تجميعهم لمحاربه Lloigor في شريط 2000 AD Zenith.
تم جمع The Leopard From Lime Street في الاغلفه الورقيه التجاريه التالية بواسطة ريبيلين ديفلوبمنتز
كانت الإصدارات المطبوعة المحدودة متاحة حصريًا من متاجر الويب الخاصة ب2000 AD / Treasury of British Comics (بالنسبة للمجلد 1، تضمن ذلك لوحة كتب مرقمة وطباعة فنية)- استخدمت الإصدارات المطبوعة نفس رقم ISBN مثل إصدارات TP

## روابط خارجية
- Leopard from Lime Street at An International Catalogue of Superheroes
- Starscape Comic Magazine website